# 苏利特雷
苏利特雷（法語：Soulitré，法語發音：[sulitʁe]）是法国萨尔特省的一个市镇，属于马梅尔斯区。

## 地理
苏利特雷（48°0'41"N, 0°27'21"E）面积10.99 平方千米，位于法国卢瓦尔河地区大区萨尔特省，该省份为法国西北部内陆省份，北起顺时针与奥恩省、厄尔-卢瓦省、卢瓦-谢尔省、安德尔-卢瓦尔省、曼恩-卢瓦尔省和马耶讷省接壤，是法国大西部的入口，连接卢瓦尔河谷、布列塔尼和巴黎盆地。
与苏利特雷接壤的市镇（或旧市镇、城区）包括：科内雷、尼耶勒雅莱、梅里兹河畔勒布雷伊、梅里兹河畔阿尔德奈、圣马尔拉布里耶尔、蒙福尔勒热努瓦。

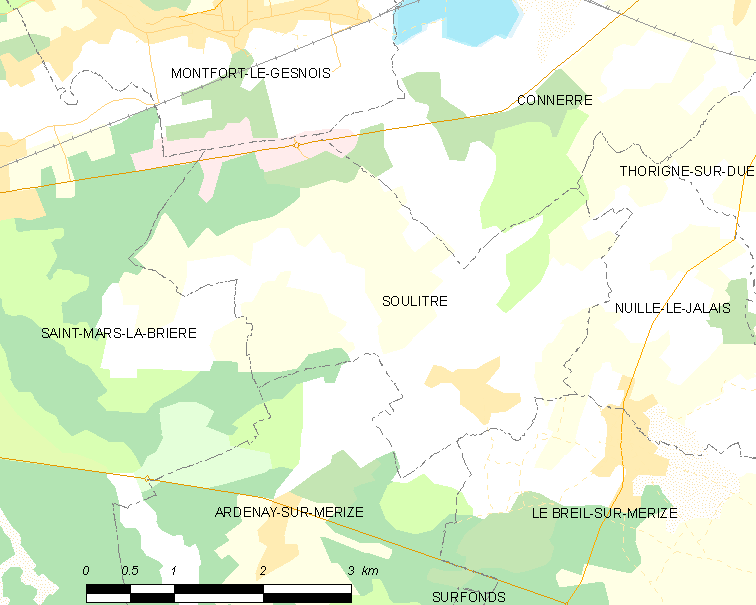
苏利特雷的OSM定位图

苏利特雷的时区为UTC+01:00、UTC+02:00（夏令时）。

## 行政
苏利特雷的邮政编码为72370，INSEE市镇编码为72341。

## 政治
苏利特雷所属的省级选区为萨维涅莱韦克县。

## 人口

1962-2008年间苏利特雷人口变化图示

苏利特雷于2022年1月1日时的人口数量为604人。